# Bursadella hemichryseis
Bursadella hemichryseis is een vlinder uit de familie van de Immidae. De wetenschappelijke naam van de soort is voor het eerst geldig gepubliceerd in 1895 door George Francis Hampson.